# Hannelore Bedert
Hannelore Bedert (Deerlijk, 20 maart 1984) is een Belgische zangeres en romancière.

## Levensloop
Bedert studeerde kleinkunst aan het Herman Teirlinck Instituut, waar ze in juni 2007 afstudeerde. Voor en tijdens haar studies zong ze in het Engels bij de groep Rheen. In 2007 won ze de Nekka-wedstrijd met solo Nederlandstalige nummers. Op 18 en 19 april 2008 trad ze samen met onder anderen Bart Peeters, Raymond van het Groenewoud, Ramses Shaffy en Hugo Matthysen op tijdens Nekka-nacht in het Sportpaleis. Op De hemel in het klad, het derde album van Bart Peeters, is Zonder woorden te horen, dat daar live werd opgenomen.
Op 19 september 2008 verscheen haar Nederlandstalig debuutalbum Wat als. Raymond van het Groenewoud figureert als achtergrondzanger in Imaginaire, het zesde nummer. Bij de Music Industry Awards 2009 werd Bedert genomineerd in de categorie Doorbraak en in de categorie Nederlandstalig. Op 12 januari 2011 verscheen haar tweede album, Uitgewist. Het kreeg lovende recensies in De Morgen en De Standaard. Het derde album, Iets dat niet komt, volgde op 3 december 2013. Bij de Music Industry Awards 2014 werd Bedert genomineerd in de categorie Solo Vrouw. Op 15 december 2017 verscheen de ep Vanaf nu doe ik alles wat ik wil. 
Op 10 oktober 2018 verscheen debuutroman LAM bij Angèle (imprint van van Standaard Uitgeverij), die in 2019 werd bekroond met de publieksprijs van De Bronzen Uil. Na het plotse hartfalen van haar man in 2019 riep ze op tot verplicht aanleren van reanimatie.
Op 25 september bracht Hannelore de single Kom naar huis uit, een lied over haar overleden man Stijn. De single verscheen wat later vanuit het niets op plaats 21 in de Belpop 100-lijst van Radio 1. In oktober 2020 werd Bruna voorgesteld, een novelle over alcoholmisbruik, in opdracht van Te Gek!?. Een maand later bracht Hannelore daarenboven het boekje Hoelang gaat papa nog gestorven zijn? uit, wat een compilatie van korte teksten bevat die Hannelore als columniste schreef voor het magazine Libelle. Randall Casaer illustreerde het boek.

### Hitnoteringen
| Album met hitnotering(en) in de Vlaamse Ultratop 200 albums | Datum van verschijnen | Datum van binnenkomst | Hoogste positie | Aantal weken | Opmerkingen |
| ----------------------------------------------------------- | --------------------- | --------------------- | --------------- | ------------ | ----------- |
| Wat als                                                     | 2008                  | 27-09-2008            | 23              | 34           |             |
| Uitgewist                                                   | 2011                  | 22-01-2011            | 8               | 11           |             |
| Iets dat niet komt                                          | 2013                  | 07-12-2013            | 28              | 20           |             |

| Single met hitnotering(en) in de Vlaamse Ultratop 50 | Datum van verschijnen | Datum van binnenkomst | Hoogste positie | Aantal weken | Opmerkingen                 |
| ---------------------------------------------------- | --------------------- | --------------------- | --------------- | ------------ | --------------------------- |
| Janker                                               | 2008                  | 06-12-2008            | tip18           | -            | Nr. 6 in de Vlaamse Top 10  |
| Helemaal                                             | 2009                  | 10-01-2009            | tip22           | -            | Nr. 5 in de Vlaamse Top 10  |
| Boemerang                                            | 2011                  | 22-01-2011            | tip30           | -            | Nr. 10 in de Vlaamse Top 10 |
| Zoals u                                              | 2013                  | 23-11-2013            | tip45           | -            |                             |
| Radiostilte                                          | 2014                  | 22-03-2014            | tip69           | -            |                             |
| Alles gaat goed                                      | 2014                  | 17-05-2014            | tip60           | -            |                             |
| Vanaf nu doe ik alles wat ik wil                     | 2017                  | 09-12-2017            | tip             | -            | Nr. 31 in de Vlaamse Top 50 |
| Ademruimte                                           | 2018                  | 31-03-2018            | tip             | -            | Nr. 45 in de Vlaamse Top 50 |
| Kom naar huis                                        | 2020                  | 03-10-2020            | tip18           | 9            | Nr. 18 in de Vlaamse Top 50 |

- Gemeinsame Normdatei: 119708245X
- International Standard Name Identifier: 0000 0003 7290 9240
- MusicBrainz: 2cf1c09d-e338-40d8-b419-9deb06e751be
- Virtual International Authority File: 3978154015354509310007